# Lunar Terrain Vehicle
El Vehículo Lunar Todoterreno (LTV) es un vehículo no presurizado en desarrollo por la NASA para que los astronautas lo conduzcan en la Luna mientras usan sus trajes espaciales. El desarrollo del LTV es parte del Programa Artemis de la NASA, que busca llevar astronautas nuevamente a la Luna, específicamente al polo sur lunar, para 2026. Sin embargo, el LTV no será lanzado hasta la misión Artemis V en 2030 como mínimo. El LTV será el primer vehículo lunar tripulado desarrollado por la NASA desde el Vehículo Explorador Lunar utilizado durante el Programa Apolo.

## Historia
El 6 de febrero de 2020, la NASA emitió una solicitud, buscando comentarios de la industria sobre tecnologías comerciales relevantes y estrategias de adquisición para un nuevo Vehículo Lunar Todoterreno. La NASA también declaró en la solicitud que desea que el nuevo LTV se base en las innovaciones recientes en el almacenamiento y gestión de energía, conducción autónoma y resistencia en entornos extremos de los vehículos eléctricos.”
El 31 de agosto de 2021, la NASA lanzó otra solicitud a empresas privadas para obtener información adicional sobre estrategias y soluciones para un vehículo que transporte a los astronautas del programa Artemis alrededor del polo sur lunar. La NASA también preguntó si las compañías estadounidenses estarían interesadas en proporcionar el LTV como un servicio comercial o como un producto que la NASA compraría y poseería.
El 2 de noviembre de 2022, la NASA emitió un borrador de Solicitud de Propuestas (RFP) para el LTV como servicio (LTVS). El borrador estuvo abierto para recibir comentarios hasta el 1 de diciembre de 2022, con una fecha de publicación de la RFP final prevista para el 8 de febrero de 2023 aproximadamente, una fecha límite de propuestas de aproximadamente 30 días después y una fecha prevista de adjudicación del contrato para el 19 de julio de 2023 aproximadamente.
El 27 de enero de 2023, la NASA publicó una actualización declarando que anticipó que el lanzamiento de la RFP final del LTVS se retrasaría hasta el 26 de mayo de 2023.
El 26 de mayo de 2023, la NASA emitió oficialmente su solicitud de servicios para el Vehículo Lunar Todoterreno, con propuestas previstas para el 10 de julio de 2023 y una adjudicación de contrato programada para noviembre de 2023.
El 30 de octubre de 2023, la NASA retrasó la adjudicación del contrato al 31 de marzo de 2024 para permitir más tiempo para evaluar las propuestas.
El 3 de abril de 2024, la NASA anunció formalmente que Intuitive Machines, Lunar Outpost y Venturi Astrolab serían las tres compañías que avanzarían al próximo paso del proceso para desarrollar el LTV. Esto forma parte de una fase de factibilidad y demostración de 12 meses.

### Propuestas
Cinco propuestas para un Vehículo Lunar Todoterreno se han presentado públicamente desde la solicitud inicial de la NASA.
(Aquí incluiría las propuestas de las empresas, tal como estaban en la versión en inglés)

## Planes
La NASA planea lanzar el Vehículo Lunar Todoterreno en la misión Artemis 5, que se estima que se lanzará no antes de marzo de 2030.